# 로버트 우드헤드
로버트 J. 우드헤드(Robert J. Woodhead)는 미국의 기업가이자 소프트웨어 엔지니어이다. 비디오 게임 산업에서 앤드류 C. 그린버그와 함께 롤플레잉 비디오 게임 시리즈 《위저드리》를 디자인한 것으로 유명하다.

## 생애
1981년, 앤드류 C. 그린버그와 함께 애플 II로 개인용 컴퓨터용 롤플레잉 비디오 게임의 시초라 여겨지는 《위저드리: 광왕의 시련장》를 제작해 출시했다. 이후 후속작에도 여러 차례 관여했다.